# Historia badań nad prionami i pasażowalnymi encefalopatiami gąbczastymi
Pojęcie prionu wprowadził do medycyny Stanley B. Prusiner w 1982 roku. Odkrycie Prusinera poprzedziły dziesięciolecia badań nad chorobami w których patogenezie postuluje się udział prionów, z których nękająca owce choroba kłusowa znana była już w pierwszej połowie XVII wieku. W latach 20. XX wieku niemieccy neuropatolodzy Alfons Jakob i Hans Gerhard Creutzfeldt przedstawili pierwsze opisy choroby, nazwanej później od ich nazwisk chorobą Creutzfeldta-Jakoba. W 1957 roku Daniel Carleton Gajdusek odkrył w Papui-Nowej Gwinei chorobę zwaną kuru. Dopiero w ostatnich trzydziestu latach udało się połączyć wiedzę o wszystkich tych chorobach, a epidemia gąbczastej encefalopatii bydła (BSE) w latach 80. i 90. była jednym z czynników które wpłynęły na postęp w badaniach nad zakaźnymi encefalopatiami gąbczastymi. Poniżej przedstawiono chronologiczny układ odkryć dotyczących natury prionu i związanych z prionami chorób zwierząt i ludzi. 

## XIX wiek
1848
Roche-Lubin wysunął teorię, że chorobę kłusową wywołują błyskawice lub nadmierny popęd seksualny owiec.

## XX wiek
1913
Do Creutzfeldta zgłosiła się 23-letnia chora, Bertha W. Zmarła ona 11 sierpnia 1913 roku. Opisując jej przypadek Creutzfeldt napisał: "jest to choroba parenchymy nerwowej obejmująca istotę szarą ośrodkowego układu nerwowego".
Ludwig Dimitz przedstawił na spotkaniu Wiedeńskiego Towarzystwa Psychiatrycznego przypadek choroby, opisanej później przez Josefa Gerstmanna.
1924
Walter Kirschbaum opisał rodzinną postać choroby Creutzfeldta-Jakoba (fCJD).
1928
Pierwsza praca Josefa Gerstmanna dotycząca choroby występującej u wiedeńskiej rodziny "H".
1930
Friedrich Meggendorfer (1880-1953) przedstawił pracę opisującą rodzinę Backer, do której należał przypadek Kirschbauma.
1936
Cuille i Chelle jako pierwsi dowiedli pasażowalnej natury choroby kłusowej owiec.
1957
D. Carleton Gajdusek badając plemię Fore w Papui-Nowej Gwinei odkrył kuru.
1966
Tikvah Alper jako pierwsza zaproponowała, że czynnik scrapie nie zawiera kwasu nukleinowego.
1967
Pierwsze opisy przewlekłej wyniszczającej choroby jeleniowatych (CWD).
1974
Ignazio Roiter opisał pierwsze przypadki śmiertelnej rodzinnej bezsenności.
1976
Komitet Noblowski przyznał Gajduskowi Nagrodę Nobla za badania nad kuru.
1978
Zaliczenie CWD do chorób prionowych.
Pat Merz z Institute of Basic Research w Nowym Jorku opisuje w obrazie SEM tzw. scrapie-associated fibrils, potem zidentyfikowane jako białko PrP.
1982
Stanley B. Prusiner w artykule na łamach Science wprowadza nazwę prionu.
1986
Lugaresi i wsp. opisują śmiertelną bezsenność rodzinną.
1995
Collinge i wsp. oraz niezależnie od nich Takeishi i wsp. przepasażowowali na naczelne FFI.
1996
Podczas III Sympozjum Chorób Wywołanych przez Priony w Paryżu oficjalnie ogłoszono istnienie tzw. nowego wariantu CJD (nvCJD, potem wariant CJD, vCJD).
1997
Stanley B. Prusiner otrzymał Nagrodę Nobla.